# ريتشارد باوم
ريتشارد باوم (بالإنجليزية: Richard Baum)‏ هو عالم صينيات أمريكي، ولد في 8 يوليو 1940، وتوفي في 14 ديسمبر 2012.